# Палатализация
Палатализа́ция (от лат. palatum — среднее нёбо) — подъём средней части спинки языка к твёрдому нёбу и продвижение всего языка вперёд, сопровождающие губную, переднеязычную или заднеязычную артикуляцию согласного (иногда используется термин непереходное смягчение), а также качественное (затрагивающее основную артикуляцию, то есть место и/или способ образования) звуковое изменение, в результате которого твёрдый согласный становится мягким (палатальным или палатализованным) перед гласными переднего ряда либо [j].

## Палатализация в синхронии

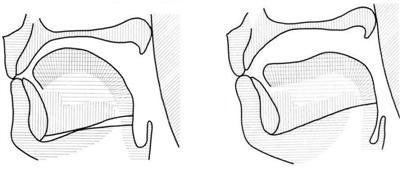
Артикуляционные профили русских звуков [бʼ] (слева) и [б] (справа)

В синхронном описании фонетической системы языка под палатализацией обычно понимают дополнительную артикуляцию подъёма средней части языка к твёрдому нёбу, происходящую одновременно с основной артикуляцией согласного. Например, для русского [бʼ] (см. иллюстрацию) основной артикуляцией является смыкание губ друг с другом и последующее быстрое размыкание (взрыв), а дополнительной — палатализация. Палатализация может сочетаться с любой артикуляцией, кроме среднеязычной; таким образом, палатализованными могут быть все согласные звуки, кроме палатальных. В Международном фонетическом алфавите палатализация обозначается знаком [ʲ] (U+02B2 ʲ modifier letter small j) вверху справа от знака соответствующего согласного, в русской фонетической традиции — апострофом (U+02BC ʼ modifier letter apostrophe).
В русском литературном языке палатализованные («мягкие») согласные в большинстве случаев имеют «твёрдые» пары: так, [б] и [бʼ] оказываются противопоставлены по признаку дополнительной артикуляции ([б] — веляризованный, [бʼ] — палатализованный), все прочие признаки (место и способ образования, наличие голоса) у них одинаковы. Таким образом, для большинства русских согласных наличие/отсутствие палатализации является различительным (дифференциальным) признаком, то есть имеет фонематическую значимость: существуют слова, различающиеся лишь твёрдостью/мягкостью согласного, например пы́[л] — пы́[л’].
Следует заметить, что «мягкими» в русской традиции принято называть не только палатализованные согласные, но и палатальные.
Во многих языках мира (напр. в английском, французском) распространена палатализация перед гласными переднего ряда; в этих случаях она существует не как различительный признак фонем, а как позиционное фонетическое явление. Как дифференциальный признак палатализация присутствует, помимо русского литературного, в белорусском, польском, литовском, румынском, ирландском, украинском, японском и других языках.

## Палатализация в диахронии
В исторических описаниях разных языков палатализацией называют разнообразные качественные (то есть затрагивающие основную артикуляцию — место и (или) способ образования) изменения согласных под воздействием гласных переднего ряда либо [j] (начальная фаза этих изменений обычно связана с палатализацией в первом значении). Например, в истории праславянского языка принято говорить о трёх палатализациях заднеязычных согласных:
- первая палатализация — переход [k], [g], [x] соответственно в шипящие [t͡ɕ], [ʒ'], [ʃ'] перед гласными переднего ряда (кадити — чадъ, гърдло — жьрдло, ходити — шьдъ; в современном русском языке отражается в виде позиционных чередований при словообразовании: рука — ручка, ручной, вручать; друг — дружок, дружно, дружить; порох — порошок, запорошить);
- вторая палатализация — переход тех же согласных в свистящие [t͡s], [z], [s] перед гласными переднего ряда нового происхождения (из прежних дифтонгов: цѣна — ср. лит. káina; в виде живых чередований в русском языке уже не существует, скорее всего, из-за влияния диалектов древней Северо-западной Руси (новгородского, псковского), где вторая палатализация вообще не произошла (кѣле при др.-рус. цѣлъ). Но, например, в украинском, белорусском и церковнославянском сохраняется, ср. во фразеологизмах: облакъ — темна вода во облацѣхъ, Богъ — почити въ Бозѣ, воздухъ — на воздусѣхъ);
- третья палатализация (прогрессивная; прошла непоследовательно и не во всех славянских диалектах) — переход [k], [g], [x] в [t͡s], [z], [s] после гласных переднего ряда (пророкъ — прорицатель, льгъкъ — польsа).
- «четвёртая палатализация» (польская, но имеет место и в русском) — в польском языке так называется процесс перехода твёрдых звуков [k], [g] в мягкие [k'], [g'] перед гласными [y] и [e], которые перешли в [i] и [ie] соответственно. Поэтому сочетания [ky], [gy], [ke], [ge] в собственно польских (исконных) словах невозможны (только в заимствованиях), кроме того в таких словах [ke] [ge] часто произносятся как [kie] [gie]. Третий звук [x] в таком положении сохранил твёрдость. Аналогичный процесс со звуком 'ы' прошёл и в русском языке, за исключением того, что мягкости подверглись все три заднеязычных ([k], [g], [x]). Сочетания 'кы' 'гы' 'хы', обычные для древнерусского, перешли в 'ки' 'ги' 'хи', оставив прежние только для заимствованных и просторечных слов.

Заднеязычные при переходной палатализации обычно проходят через несколько ступеней. Например: /kʲ/ > /с/ > /t͡ɕ/ > /t͡s/.
Кроме того, ещё находясь в стадии, переходной от статуса праиндоевропейского диалекта к статусу самостоятельного языка, праславянский язык пережил так называемую сатемизацию, которая также является переходной палатализацией. "Йотовой палатализацией" называют и изменение согласных в сочетании с *j (йотом) в праславянском языке; в наследство от этого процесса русский язык получил, в частности, морфологические чередования в формах глагола, такие как сидеть — сижу, писать — пишу и другие.
Термин палатализация используется также при описании исторических изменений согласных в германских, романских, индийских, финно-угорских и других языках. Процессы, аналогичные исторической палатализации, могут также фиксироваться и в синхронии. Так, например, в американском варианте современного английского языка альвеолярные [t], [d], [s], [z] переходят в пост-альвеолярные [t͡ʃ], [d͡ʒ], [ʃ], [ʒ] перед [j] на стыках слов в разговорной речи: hit you [hɪt͡ʃjə], heard you [hərd͡ʒjə], miss you [mɪʃjɘ], lose you [luʒjə].

## Палатализация гласных
Палатализация гласных приводит к замене гласных заднего ряда соответствующими гласными переднего ряда..	

### Комбинаторная палатализация (ассимиляция)[3]
| Переход | Праформа и соответствия в других языках           |
| ------- | ------------------------------------------------- |
| *a > æ: | празападногерм. *aldirō > др.-англ. ældra старший |
| *ā > ǣ: | празападногерм. *dāli > др.-англ. dǣl часть       |

### Спонтанеическая (спонтанная)[5]палатализация
| Переход | Праформа и соответствия в других языках      |
| ------- | -------------------------------------------- |
| *a > æ: | прагерм. *ðaǥaz > др.-англ. dæᵹ день         |
| *ā > ǣ: | лат. strāta > др.-англ. strǣt мощеная дорога |